# Chisocheton medusae
Chisocheton medusae là một loài thực vật có hoa trong họ Meliaceae. Loài này được Airy Shaw mô tả khoa học đầu tiên năm 1937.